# Orthotrichum holmenii
Orthotrichum holmenii là một loài rêu trong họ Orthotrichaceae. Loài này được Lewinsky-Haapasaari mô tả khoa học đầu tiên năm 1996.